# 게임 세이브

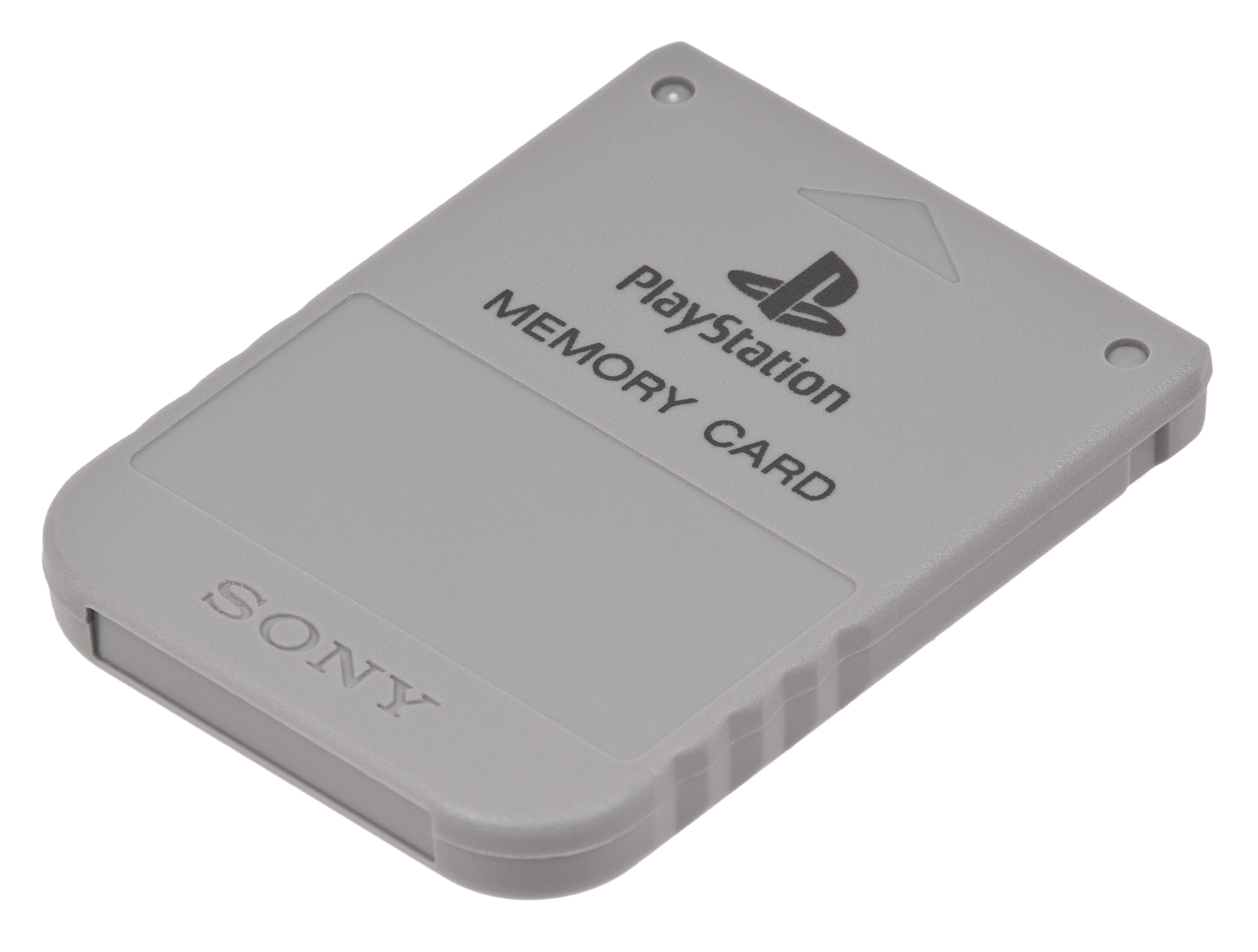
게임 저장을 위해 사용되는 플레이스테이션 메모리 카드는 읽기 전용 매체가 대중화되었던 시기에 5, 6세대 게임기에 일반적이었다.

게임 세이브(game save) 또는 세이브 게임(savegame)은 비디오 게임에서 플레이어의 진척도에 관한 디지털 저장 정보 조각이다.
1970년대 이후의 최초의 게임들 이래로 게임 플랫폼 하드웨어와 메모리는 개선되었으며 이 덕분에 더 크고 더 복잡한 컴퓨터 게임들이 시작부터 마칠 때까지 더 많은 시간을 플레이할 수 있는 경향이 생기게 되었다. 이에 따라 진행 중에 어떠한 방식으로든 저장을 할 필요성, 그리고 플레이어가 게임 오버를 받는 상황을 관리하는 방식이 자연스럽게 생겨나게 되었다. 스토리텔링에 상당히 강조를 둔 현대의 게임들의 경우 나중 단계에 심오한 방식으로 스토리에 영향을 미치는 다수의 선택지를 플레이어가 선택할 수 있도록 설계되어 있으며 일부 게임 디자이너들은 경험이 언제나 "신선"(fresh)해 보일 수 있도록 둘 이상의 게임 세이브를 허용하는 것을 원치 않는다.
게임 디자이너들은 플레이어들이 게임의 진척상황을 소실하는 것(게임 오버 후 발생)을 막도록 도와준다. 이러한 방식으로 설계된 게임들은 플레이어가 계속 시도해 보도록 장려해주며 선택에서 후회를 할 때 더 이전 시점에서 계속하는 것을 가능케 해준다.

## 역사
초기 비디오 게임의 경우 게임을 저장할 필요가 없었는데, 그 이유는 이 게임들이 발전시킬 실제 줄거리가 없었고 일반적으로 길이가 매우 짧았기 때문이다.
초기 가정용 컴퓨터의 상대적인 복잡성과 게임 상태 정보 저장의 불편함(그리고 초기 비디오 게임 콘솔이 비휘발성 데이터 스토리지가 없었다는 점)은 초기에 게임 저장을 패스워드(게임 상태를 암호화한 문자열들)로 표현하였으며 플레이어들이 계속 게임을 이어나갈 때 해당 암호를 어딘가에 받아써두었다가 나중에 입력할 수 있게 되었다.
BYTE지는 1981년 컴퓨터 인터랙티브 픽션 Zork I의 게임 상태 저장 기능이 "일부 겁쟁이들이 일부 어려운 움직임을 취하기 전 게임에서 어렵게 달성한 지점을 유지하기 위해 게임 세이브를 사용하지만" 실제로 게임 세이브는 플레이어들이 수주에 걸쳐 플레이할 수 있도록 고안된 것이라고 언급하였다. 인포월드는 그 해 게임 세이브를 통해 사용자들이 같은 상황에 대한 각기 다른 접근을 취하는 실험을 가능케 한다는 데에 동의하지 않았다. 1980년대 초 가정용 컴퓨터는 세이브를 위해 콤팩트 카세트와 플로피 디스크 등 외부 미디어를 활용하였고, 이후 마침내 하드 디스크 드라이브를 활용하게 되었다.

## 같이 보기
- 코어 덤프
- 암호 (비디오 게임 용어)